# Paul-Joseph Ardant
Pour les articles homonymes, voir Ardant.
Paul-Joseph Ardant (22 décembre 1800, Metz - 25 novembre 1858, Vincennes), est un général et homme politique français.

## Biographie
Fils du général Jacques François Ardant de Beaublanc du Masjambost et petit-fils de Pierre Maujean, seigneur de Labry, dernier maître-échevin de la ville de Metz, en 1818, il entre 13e à Polytechnique et choisit l'arme du génie. En 1829,  il élu associé libre à l'Académie royale de Metz.  Il a le grade de chef de bataillon quand, le 5 avril 1842, il est, pour la première fois, élu député du 2e collège électoral de la Moselle (Metz). Il est le candidat de l'opposition. 
Professeur de Construction à l'École d'application de l'artillerie et du génie, il se distingue par ses expériences sur le frottement des sols, qui prolongent les recherches de Français et de Poncelet : en graissant l'interface entre un mur d'escarpe et le remblai pulvérulent qu'il retient, il met en évidence un écart important et systématique entre l'angle de frottement réel d'un sol et l'angle de talus naturel. Ces travaux, poursuivis par Gobin, sont cités par Jean Résal et Caquot.
Il est encore élu aux élections générales du 9 juillet 1842. Mais à partir de cette époque, il se range parmi les conservateurs les plus décidés et vote presque toujours avec le gouvernement. Les projets de loi relatifs à la construction et à l'achèvement de plusieurs édifices publics, à la délimitation et à la décoration des abords du Panthéon, aux travaux à exécuter au palais de la Chambre des pairs, l'ont pour rapporteur. Il prend part, avec une compétence professionnelle incontestable, à la discussion des lois concernant les chemins de fer, les finances, la marine, l'Algérie, l'administration civile.
Nommé lieutenant-colonel à la fin de juin 1845, il est encore réélu député de Metz, le 1er août 1846. La Révolution française de 1848 met fin à sa carrière parlementaire. Professeur de construction à l'école d'application du génie, à Metz, il passe général de brigade, le 16 mai 1855. Il meurt au polygone de Vincennes, victime d'un accident, lors d'une expérience de tir, en présence du Ministre de la Guerre.
Marié à Adèle Dufour, fille du baron Gilbert Dufour, puis à Louise-Claire Archdeacon (veuve de Nicolas Édouard Pérignon), il est le beau-père de Georges Trécul de Renusson et de Charles-Edmond Véron-Duverger.
Il est inhumé au Cimetière de l'Est à Metz.

## Distinctions
- Commandeur de l'ordre de Saint-Grégoire-le-Grand

## Publications
- Physique générale: résumé des leçons (1833)
- Études théoriques et expérimentales sur l'établissement des charpentes à grande portée (1840) (Lire en ligne) voir aussi
- Considérations politiques et militaires sur les travaux de fortifications exécutés depuis 1815 en France et à l'étranger (1846)
- Atlas (1847)

## Sources
- « Paul-Joseph Ardant », dans Adolphe Robert et Gaston Cougny, Dictionnaire des parlementaires français, Edgar Bourloton, 1889-1891 [détail de l’édition]
- Général Didion, Notice biographique sur M. Ardant, Général de brigade, Membre du Comité des fortifications, Membre associé-libre de l'Académie impériale de Metz -- Mémoires de l'Académie de Metz  1859
- Dictionnaire des familles françaises par Gustave Chaix d'Est-Ange, Imprimerie Charles Hérissey, Évreux (1903)
- La famille polytechnicienne